# Super GamePower
Super GamePower était un magazine mensuel brésilien consacré aux jeux vidéo publié par Nova Cultural, lancé en avril 1994, de la fusion des magazines brésiliens Super Game et Game Power du même éditeur. Il traite de jeux sur toutes les plate-formes de l'époque, les consoles Sega et Nintendo, mais également 3DO, Jaguar et aborde le PC. Le magazine présentait des contenus exclusifs et des critiques originales du magazine américain GamePro. À partir du numéro 98, la périodicité devient aléatoire et la publication s'arrête en décembre 2006 avec le numéro 133,,,,,,.